# Oreobates quixensis
Espèce
Synonymes
- Ischnocnema quixensis (Jiménez de la Espada, 1872)
- Leptodactylus tuberculosus Andersson, 1945

Statut de conservation UICN

 LC  : Préoccupation mineure
Oreobates quixensis est une espèce d'amphibiens de la famille des Craugastoridae.

## Répartition
Cette espèce est endémique du haut bassin de l'Amazone,. Elle se rencontre entre 100 et 1 000 m d'altitude :
- dans le sud de la Colombie ;
- dans l'est de l'Équateur ;
- au Pérou dans les régions de Loreto, d'Ucayali et de Madre de Dios ;
- en Bolivie dans le département de Pando et dans la province d'Abel Iturralde dans le département de La Paz ;
- dans l'ouest du Brésil.

## Étymologie
Son nom d'espèce, composé de qui[jos] et du suffixe latin -ensis, « qui vit dans, qui habite », lui a été donné en référence au lieu de sa découverte, l'ancienne  province de Quijos (Quito).

## Publication originale
- Jiménez de la Espada, 1872 : Nuevos Batrácios Americanos. Anales de la Sociedad Española de Historia Natural, vol. 1, p. 85-88 (texte intégral).